# Byrrhinus rhomboideus
Byrrhinus rhomboideus är en skalbaggsart som beskrevs av Champion 1923. Byrrhinus rhomboideus ingår i släktet Byrrhinus och familjen lerstrandbaggar. Inga underarter finns listade i Catalogue of Life.